# Piotr Bogdan Filipowicz
Bogdan Piotr Filipowicz (ur. 9 lipca 1933 w Koluszkach, zm. 5 marca 1998 w Bolesławiu) – biskup starokatolicki, zwierzchnik Kościoła Staro-katolickiego w PRL w latach 1965–1993.

## Życiorys
Piotr Filipowicz początkowo był kapłanem Kościoła Polskokatolickiego, w roku 1957 będąc wikariuszem parafii polskokatolickiej we Wrocławiu zgodził się przyjąć sakrę biskupią z rąk bpa Adama Jurgielewicza, chociaż nie został wybrany przez Synod Ogólnopolski, a jedynie miał być zatwierdzony przez to kolegium na najbliższym posiedzeniu, stąd niekiedy podaje się w wątpliwość ważność jego sakry biskupiej.
W roku 1963 został wyświęcony sub conditione na biskupa przez Ignacego Jana Wysoczańskiego, czego świadkiem był m.in. ks. Henryk Zdoliński, który pozostawił po sobie własnoręczne oświadczenie w tej sprawie. W archiwach Kościoła Polskokatolickiego abp Piotr Filipowicz figuruje jako proboszcz parafii polskokatolickiej św. Józefa w Tarnogórze w latach 1959-1964. Mogło to oznaczać, że w tym okresie odłączył się od macierzystego Kościoła i pozostawał pod jurysdykcją Kościoła Polskokatolickiego.
W 1965 roku wraz z 12 duchownymi (w tym z jednym biskupem, dziewięcioma księżmi oraz 2 braćmi zakonnymi) został usunięty dekretem L.dz. 159/65 ze struktur Polskiego Kościoła Starokatolickiego, jednakże dzięki negatywnej decyzji Urzędu ds. Wyznań co do uznania nowej władzy zwierzchniej Kościoła Starokatolickiego kontynuował działalność jako zwierzchnik Kościoła, którego nigdy nie uznały władze państwowe.
Podczas swoich rządów w Kościele Staro-katolickim w PRL powołał do życia trzy diecezje: Pomorską, Śląsko-Dąbrowską i Warszawską. W 1967 nawiązał kontakt z bp. Helmutem Norbertem Paulusem Maasem z Kościoła Zakonu Mariawitów w Niemczech. Konsekrator m.in. biskupów Banacha i Kordzika.
Postępująca od końca lat 80. choroba skutecznie uniemożliwiała Bogdanowi Filipowiczowi zarządzanie Kościołem, mimo tego nie chciał on zrzec się urzędu Zwierzchnika Kościoła. W związku z tym obradujący w lipcu 1993 roku Synod Diecezji Pomorskiej Kościoła Staro-katolickiego w PRL zadecydował o swojej autokefalii i przeszedł pod zarząd ks. Wojciecha Kolma. Z czasem pozostałe parafie również uznały nowego zwierzchnika, zaś Bogdan Filipowicz przeszedł na emeryturę i osiedlił się w Bolesławiu, w powiecie olkuskim. Zmarł w 5 marca 1998 roku i został tam pochowany na miejscowym cmentarzu katolickim.